# Теории Великого объединения
Теории Великого объединения, ТВО (англ. Grand Unified Theory, GUT) — в физике элементарных частиц группа теоретических моделей, описывающих единым образом сильное, слабое и электромагнитное взаимодействия. В них предполагается, что при чрезвычайно высоких энергиях (выше 1014 ГэВ) все три взаимодействия объединяются.
Эксперименты подтвердили, что при высокой энергии электромагнитное взаимодействие и слабое взаимодействие объединяются в единое электрослабое взаимодействие. Модели ТВО предсказывают, что при достаточно высоких энергиях, сильные взаимодействия и электрослабые взаимодействия объединяются в одно электроядерное взаимодействие. Это взаимодействие характеризуется одной единой калибровочной симметрией и, следовательно, несколькими носителями силы, но одной унифицированной константой связи.
Из-за отсутствия косвенных экспериментальных подтверждений, таких как распад протона или существование магнитных монополей, эти теории больше не рассматриваются как адекватная альтернатива Стандартной модели.

## История
Исторически первая истинная ТВО, которая была основана на простой группе Ли SU(5), была предложена Говардом Джорджи и Шелдоном Глэшоу в 1974 году. Модели Джорджи-Глэшоу предшествовала полупростая модель алгебры Ли Пати-Салама, предложенная Абдус Саламом и Джогешем Пати, которые были первопроходцами идеи унификации калибровочных взаимодействий.
Аббревиатуру ТВО впервые придумали в 1978 году ученые ЦЕРН Джон Эллис, Анджей Бурас, Мэри К. Гайяр и Димитрий Нанопулос, однако в окончательном варианте их статьи они выбрали меньшее по смыслу (великое объединение масс). Нанопулос позже в том же году был первым в использовании аббревиатуры в газете.

## Мотивация
«Предположение» о том, что электрические заряды электронов и протонов как бы уравновешивают друг друга очень важно — именно предельная точность их равенства необходима для существования известного нам макроскопического мира. Однако, столь важное свойство элементарных частиц не объяснено в Стандартной модели физики элементарных частиц. В то время как описания сильных и слабых взаимодействий в рамках Стандартной модели основаны на калибровочных симметриях и управляются простыми группами симметрии SU(3) и SU(2), которые допускают только дискретные заряды, остальная составляющая, слабый гиперзаряд описывается Абелевой симметрией U(1), которая в принципе допускает произвольный заряд источника. Наблюдаемое квантование заряда, а именно постулат о том, что все известные элементарные частицы несут электрические заряды, которые являются точными кратными ⅓ элементарного заряда, привело к идее, что гиперзарядные взаимодействия и, возможно, сильные и слабые взаимодействия могут быть встроены в одно большое унифицированное взаимодействие, описываемое одной, большей простой группой симметрии, содержащей Стандартную модель. Таким образом автоматически объясняется квантованная природа и значения всех зарядов элементарных частиц. Также это приводит к прогнозированию относительных сил фундаментальных взаимодействий, которые мы наблюдаем, в частности слабый угол смешивания. Также большая унификация идеально уменьшает количество независимых входных параметров, но её развитие сдерживается дефицитом экспериментальных данных.
Великое объединение напоминает объединение электрических и магнитных сил путем теории электромагнетизма Максвелла в 19 веке, но её физические следствия и математические структуры качественно отличаются.

## Объединение частиц материи

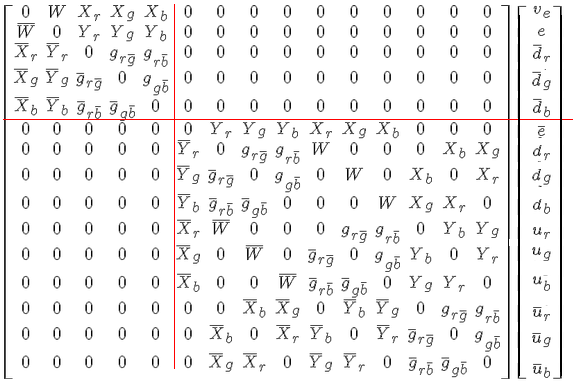
Схематическое представление фермионов и бозонов в SU(5) ТВО показано 5 + 10 разделением в множествах. Нейтральные бозоны (фотон, Z-бозон и нейтральные глюоны) не показаны, но занимают диагональ записи матрицы в сложных суперпозициях

### SU(5)
SU(5) является самой простой ТВО. Наименьшая простая группа Ли, содержащая стандартную модель, на которой была основана первая ТВО, это:
{\displaystyle SU(5)\supset SU(3)\times SU(2)\times U(1)}.

Картина слабых изоспинов, слабых гиперзарядов, а также сильных зарядов для частиц в модели SU(5), повернутых по предсказанному слабому углу смешивания. По вертикальной оси показан округленный электрический заряд. В дополнение к Стандартной модели, ТВО включает двенадцать цветных X-бозонов, ответственных за распад протона.

Такие групповые симметрии позволяют рассматривать несколько известных элементарных частиц как разные состояния единого поля. Однако не очевидно, что самый простой из возможных вариантов расширенной симметрии ТВО должен дать правильный перечень свойств элементарных частиц. Тот факт, что все известные в настоящее время частицы материи идеально вписываются в три копии наименьшего представления группы из SU(5) и сразу же несут правильные наблюдаемые заряды, является одной из первых и наиболее важной причиной, по которым физики-теоретики верят, что ТВО может быть действительно реализована в природе.
Два самых маленьких неприводимых представления SU(5) являются  5 (определяющее представление) и 10. В стандартном представлении 5 содержит зарядовое сопряжение цветного триплета левосторонних d-кварков и изоспинового дублета левосторонних лептонов, в то время как 10 содержит шесть кварковых компонентов типа u-кварков, цветной триплет левосторонних d-кварков, и правосторонний электрон. Эта схема должна быть воспроизведена для каждого из трех известных поколений из материи. Примечательно, что теория не содержит аномалий с этим материальным содержанием.
Гипотетические правосторонние нейтрино являются синглетом SU(5), что означает, что их масса не запрещена никакой симметрией; она не нуждается в спонтанном нарушении симметрии, что объясняет, почему его масса была бы тяжелой (см. механизм качелей).
SU(5) модель ТВО объясняет, почему заряд d-кварка равен 1/3 и предсказывает распад протона и существование магнитного монополя.

### SO(10)

Картина слабого изоспина, W, слабый изоспин, W', сильные g^{3} и g^{8}, а также барион минус лептон, B, заряды для частиц в SO(10) ТВО, повернутая, чтобы показать вложение в E_{6}.

Следующей простой группой Ли, содержащей стандартную модель, является:
{\displaystyle SO(10)\supset SU(5)\supset SU(3)\times SU(2)\times U(1)}.
Здесь объединение материи еще более полное, так как неприводимое спинорное представление 16 содержит оба вида 5 и 10 из SU(5) и правостороннее нейтрино, и, таким образом, завершает описание частиц одного поколения расширенной стандартной модели с массивными нейтрино. Это уже самая большая простая группа, при помощи которой удаётся создать единую схему описания материи, включающую только уже известные частицы материи (кроме тех, что принадлежат сектору Хиггса).
Поскольку различные фермионы стандартные модели группируются вместе путем общих представлений, ТВО, в частности, предсказывает соотношения между массами фермионов, например, между электроном и d-кварком, мюоном и s-кварком, и тау-лептоном и b-кварком для SU(5) и SO(10). Некоторые из этих массовых отношений приблизительно выполняются, но большинство не выполняются (см. массовое отношение Джорджи-Ярлскога).
Бозонная матрица для SO(10) получается путем взятия матрицы 15 × 15 из 10 + 5представления SU(5) и добавления дополнительной строки и столбца для правостороннего нейтрино. Бозоны описываются путем добавления партнера к каждому из 20 заряженных бозонов (2 правосторонних W-бозона, 6 массивных заряженных глюонов и 12 бозонов типа X/Y) и добавления дополнительного тяжелого нейтрального Z-бозона, чтобы получить в общей сложности 5 нейтральных бозонов. В каждой строке и столбце матрицы бозонов будет присутствовать бозон или его новый партнер. Эти пары объединяются, чтобы создать известные 16-мерные спинорные матрицы Дирака SO(10).

### E6
В некоторых формах теории струн, включая «E»8 × «E»8 гетеротической теории струн, результирующая четырехмерная теория после спонтанной компактификации на шестимерном многообразии Калаби-Яу напоминает ТВО на основе группы E6. Примечательно, что E6 является только исключительно простой группой Ли, для того, чтобы иметь любые комплексные представления, требующиеся для построения теории, содержащей хиральные фермионы (а именно все слабо взаимодействующие фермионы). Следовательно, остальные четыре (G2, F4, E7, и E8) не могут быть калибровочными группами ТВО.

### Расширенные ТВО
Нехиральные расширения Стандартной модели с векторными спектрами расщепленных мультиплетных частиц, которые естественно появляются в высших SU(N) ТВО, значительно видоизменяют физику высоких энергий и приводят к реалистичному (струнного масштаба) великому объединению для обычных трех кварк-лептонных семейств даже без использования суперсимметрии (см. ниже). С другой стороны, благодаря новому отсутствующему механизму VEV, возникающему в суперсимметричной SU(8) ТВО, можно найти одновременное решение задачи калибровочной иерархии (дуплет-триплетное расщепление) и задачи унификации ароматов
ТВО с четырьмя семействами / поколениями, SU(8): предположим, что 4 поколения фермионов вместо 3 составляют всего 64 типов частиц. Их можно поместить в 64 = 8 + 56 представления SU(8). Это можно разделить на SU (5) × SU(3)F × U(1) — это теория SU(5) вместе с некоторыми тяжелыми бозонами, которые действуют на число генерации.
ТВО с четырьмя семействами / поколениями, O(16): Снова предполагая 4 поколения фермионов, частицы 128 и античастицы можно поместить в одно спинорное представление O(16).

### Симплектические группы и представления кватернионов
Можно также рассмотреть симплектические калибровочные группы. Например, Sp(8) (который называется Sp(4) в статье симплектическая группа) имеет представление в виде условия 4 × 4 кватернион унитарной матрицы, которая имеет "'16"' мерное вещественное представление и так может рассматриваться в качестве кандидата для калибровочной группы. Sp(8) имеет 32 заряженных бозона и 4 нейтральных бозона. Его подгруппы включают SU(4) так что могут, по крайней мере, содержат глюоны и фотон SU (3) × U (1). Хотя это, вероятно, невозможно сделать в этом представлении, слабые бозоны действуют на хиральные фермионы. Представление кватерниона из фермионов могли бы быть:
{\displaystyle {\begin{bmatrix}e+i{\overline {e}}+jv+k{\overline {v}}\\u_{r}+i{\overline {u_{r}}}+jd_{r}+k{\overline {d_{r}}}\\u_{g}+i{\overline {u_{g}}}+jd_{g}+k{\overline {d_{g}}}\\u_{b}+i{\overline {u_{b}}}+jd_{b}+k{\overline {d_{b}}}\\\end{bmatrix}}_{L}}
Еще одно осложнение с кватернионными представлениями фермионов состоит в том, что существует два типа умножение: левое умножение и правое умножение, которые должны быть приняты во внимание. Оказывается, что включение левых и правых 4 × 4
матриц кватернионов эквивалентно включению одного правого умножения на единичный кватернион, который добавляет дополнительный SU(2) и так далее имеет дополнительный нейтральный бозон и еще два заряженных бозона. Таким образом, группа левшей и правшей 4 × 4 матрицы кватернионов — это Sp(8) × SU (2), которая включает в себя бозоны стандартной модели:
{\displaystyle SU(4,H)_{L}\times H_{R}=Sp(8)\times SU(2)\supset SU(4)\times SU(2)\supset SU(3)\times SU(2)\times U(1)}
Если {\displaystyle \psi } является обозначенный кватернионом спинор, {\displaystyle A_{\mu }^{ab}} является кватернионом эрмитовой 4 × 4 матрицы, вытекающей из Sp(8) и {\displaystyle B_{\mu }} это чистый мнимый кватернион (оба из которых являются 4-векторными бозонами), тогда как член взаимодействия является:
{\displaystyle {\overline {\psi ^{a}}}\gamma _{\mu }\left(A_{\mu }^{ab}\psi ^{b}+\psi ^{a}B_{\mu }\right)}

### Октонионные представления
Поколение из 16 фермионов может быть представлено в виде октониона с каждым элементом октониона, являющимся 8-вектором. Если 3 поколения затем помещаются в эрмитову матрицу 3x3 с определенными добавлениями для диагональных элементов, то эти матрицы образуют исключительную Йорданову алгебру, которая имеет в качестве группы симметрии одну из исключительных групп Ли (F4, E6, E7 или E8) в зависимости от деталей.
{\displaystyle \psi ={\begin{bmatrix}a&e&\mu \\{\overline {e}}&b&\tau \\{\overline {\mu }}&{\overline {\tau }}&c\end{bmatrix}}}
{\displaystyle [\psi _{A},\psi _{B}]\subset J_{3}(O)}
Поскольку они являются фермионами, антикоммутаторы Йордановой алгебры становятся коммутаторами. Известно, что E6 имеет подгруппу O(10) и поэтому она достаточно велика, чтобы включать стандартную модель. Калибровочная группа E8, например, будет иметь 8 нейтральных бозонов, 120 заряженных бозонов и 120 заряженные анти-бозонов. Для учета 248 фермионов в наименьшем мультиплете E8, они либо должны были бы включать античастицы (и так уже есть бариогенезис), либо рассматривать новые неоткрытые частицы или рассматривать гравитационно-подобную связь бозонов, воздействующую на направления спина элементарных частиц. Каждый из этих способов объяснения имеет свои теоретические проблемы.

### За пределами групп Ли
Были предложены и другие структуры, включая 3-алгебры Ли и супералгебры Ли. Ни то, ни другое не согласуется с теорией Янга-Миллса. В частности, супералгебры Ли будут вводить бозоны с неверной статистикой. Суперсимметрия, однако, согласуется с теорией Янга-Миллса. Например, N=4 теория супертеория Янг-Миллса требует калибровочную группу SU("N").

## Объединение сил и роль суперсимметрии
Объединение сил возможно благодаря энергетической масштабной зависимости силы константы взаимодействия в квантовой теории поля, которая называется бегущей константой связи. Это явление позволяет константам связи взаимодействий с сильно отличающимися значениями при обычных энергиях, сойтись к одному значению при много более высоких энергиях.
Вычисления ренормализационной группы трех калибровочных взаимодействий в Стандартной модели показывают, что все три константы взаимодействий встречаются почти в одной и той же точке, если гиперзаряд нормализован так, что он согласуется с группами SU(5) или SO(10) ТВО, именно эти группы ТВО
приводят к простому объединению фермионов. Это важный результат, поскольку другие группы Ли приводят к различным нормализациям. Однако, если суперсимметричное расширение минимальной суперсимметричной Стандартной модели используется вместо стандартной модели, совпадение становится гораздо более точным. В этом случае константы связи сильного и электрослабого взаимодействия встречаются при энергии Великого объединения, также известной как шкала ТВО:
{\displaystyle \Lambda _{\text{GUT}}\approx 10^{16}\,{\text{GeV}}}.
Обычно считается, что это совпадение вряд ли будет совпадением, и часто бывает так цитируется как один из основных мотивов для дальнейшего исследования суперсимметричной теории несмотря на то, что никаких суперсимметричных частиц-партнеров не было наблюдаемо экспериментально. Кроме того, большинство строителей моделей просто предпочитают суперсимметрию потому что она решает проблему иерархии — то есть стабилизирует массу бозона Хиггса электрослабого состояния вследствие радиационных поправок.

## Массы нейтрино
Поскольку майоранова масса правостороннего нейтрино запрещена SO(10) симметрией, SO(10) ТВО предсказывают, что массы Майораны правосторонних нейтрино будут близки к энергии Великого объединения, в тех случаях, когда происходит спонтанное нарушение симметрии. В суперсимметричных ТВО эта энергия имеет тенденцию быть больше, чем хотелось бы получить в свете реалистичного подхода, особенно для левосторонних нейтрино (см.нейтринные осцилляции) с помощью механизма качелей. Эти прогнозы зависят от массового отношения Джорджи-Янскога, при этом некоторые ТВО предсказывают другие соотношения масс фермионов.

## Предложенные теории
Было предложено несколько ТВО, но ни одна из них в настоящее время не является общепринятой. Еще более амбициозной является теория всего, которая включает в себя все фундаментальные силы, включая гравитацию. Основными моделями ТВО являются:
| - минимальная лево-правая модель — SU(3)C × SU(2)L × SU(2)R × U(1)B-L - Модель Джорджи — Глэшоу — SU(5) - SO(10) - Перевернутая SU(5) — SU(5) × U(1) - Модель Пати — Салама — SU(4) × SU(2) × SU(2) - Перевернутая SO(10) — SO(10) × U(1) | - Тринификация — SU(3) × SU(3) × SU(3) - SU(6) - E6 - модель 331 - Хиральный цвет |

Не совсем ТВО:

| - Модели техницвета - Маленькие Хиггсы - Теория струн - Причинно-следственные фермионные системы | - M-теория - Преоны - Петлевая квантовая гравитация - Причинная динамическая триангуляция |

Примечание: у каждой модели указана соответствующая алгебра Ли, а не группа Ли. Группа Ли может быть, например, [SU(4) × SU(2) × SU(2)]/Z2.
Наиболее перспективным кандидатом является SO(10). (Минимальная модель ТВО) SO(10) не содержит никаких экзотических фермионов (то есть дополнительных фермионов помимо содержащихся в стандартной модели фермионов и правостороннего нейтрино), и она объединяет каждое их поколение в единое неприводимое представление. Ряд других моделей ТВО основаны на подгруппах из SO(10). Среди них: минимальная лево-правая модель, SU(5), перевернутая SU(5) и модель Пати — Салама. Группа ТВО E6  содержит SO(10), но модели, основанные на ней, значительно сложнее. Основная причина для изучения E6 модели следует из E8 × E8 теории гетеротических струн.
Модели ТВО в общем случае предсказывают существование топологических дефектов, таких как магнитные монополи, космические струны, доменные стенки и другие. Но ни один из этих объектов не был обнаружен в природе. Их отсутствие известно как проблема монополя в космологии. Многие модели ТВО также предсказывают распад протона, хотя и не модель Пати-Салама; распад протона никогда не наблюдался в экспериментах. Минимальное экспериментальное ограничение на время жизни протона в значительной степени исключает минимальную SU(5) и сильно ограничивает другие модели. Отсутствие обнаруженной на сегодняшний день суперсимметрии также сдерживает развитие многих моделей.

Распад протона. Эти графики относятся к X-бозонам и бозонам Хиггса.
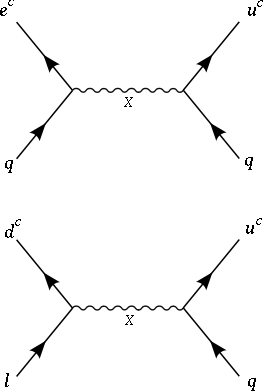
Распад протона: X бозона {\displaystyle (3,2)_{-{\frac {5}{6}}}} в SU(5) ТВО
Распад протона: X бозона {\displaystyle (3,2)_{\frac {1}{6}}} в перевернутой SU(5) ТВО
Распад протона: триплет Хиггса {\displaystyle T(3,1)_{-{\frac {1}{3}}}} и анти-триплета Хиггса {\displaystyle {\bar {T}}({\bar {3}},1)_{\frac {1}{3}}} в SU(5) ТВО

Некоторые теории ТВО, такие как SU(5) и SO(10), страдают от того, что называется проблема расщепления дублета-триплета. Эти теории предсказывают, что для каждого электрослабого дублета Хиггса существует соответствующее цветное триплетное поле Хиггса с очень малой массой (на много порядков меньше, чем здесь масштаб ТВО). В теории, объединяющей кварки с лептонами, хиггсовский дублет также будет объединен с триплетом Хиггса. Такие триплеты не были обнаружены. Они также вызвали бы чрезвычайно быстрый распад протона (намного ниже нынешних экспериментальных пределов) и препятствовали рассмотрению сил калибровочного объединения в одной группе перенормировки.
Большинство моделей ТВО требуют тройной репликации полей материи. Как таковые, они не объясняют, почему существуют именно три поколения фермионов. Большинство моделей ТВО также не могут объяснить иерархию между массами фермионов для различных поколений.

## Математический формализм
Модель ТВО состоит из калибровочной группы, которая является компактной группой Ли. Действие Янга-Миллса в этой модели задается инвариантной симметричной билинейной формой над своей алгеброй Ли (которая задается константой связи для каждого фактора), a сектор Хиггса состоит из ряда скалярных полей, принимающих значения в пределах действительного/комплексного представления группы Ли и хирального фермиона Вейля, принимающего на себя значения в пределах комплексного представления группы Ли. Группа Ли содержит группу стандартных моделей и поля Хиггса приобретают VEV, что приводит к спонтанному нарушению симметрии в Стандартной модели. Фермионы Вейля представляют собой материю.

## Текущее состояние
В настоящее время нет убедительных доказательств того, что природа описывается ТВО. Открытие нейтринных осцилляций указывает на то, что Стандартная модель является неполной, и привело к возобновлению интереса по отношению к определенной ТВО, такой как SO(10). Один из немногих возможных экспериментальных тестов определенной ТВО это распад протона, а также массы фермионов. Есть еще несколько специальных тестов для суперсимметричной ТВО. Тем не менее, минимальное время жизни протона из эксперимента (при попадании в диапазон или при превышении диапазона 1034−1035 лет) исключили более простые ТВО и большинство несуперсимметричных моделей. Максимальный верхний предел для продолжительности жизни протона (если он нестабилен), рассчитан на уровне 6 x 1039 лет для моделей SUSY и 1,4 x 1036 лет для минимальных несуперсимметричных моделей ТВО.